# Presen Marche
「Presen Marche」(プレゼン・マルシェ)とはcross fmで毎週日曜日12:00-16:00に放送されていた番組。ナビゲーターは相越久枝、コウズマユウタ。